# فيرنر كريستن
فيرنر كريستن هو واثب حواجز ‏ سويسري، ولد في 29 أبريل 1914، وتوفي في 2008.

## وصلات خارجية
- فيرنر كريستن على موقع أوليمبيديا (الإنجليزية)